# 称地

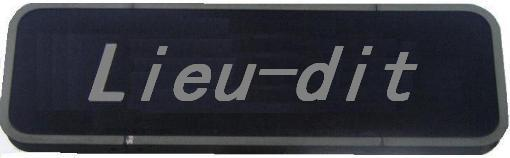
在法国表示称地的标志

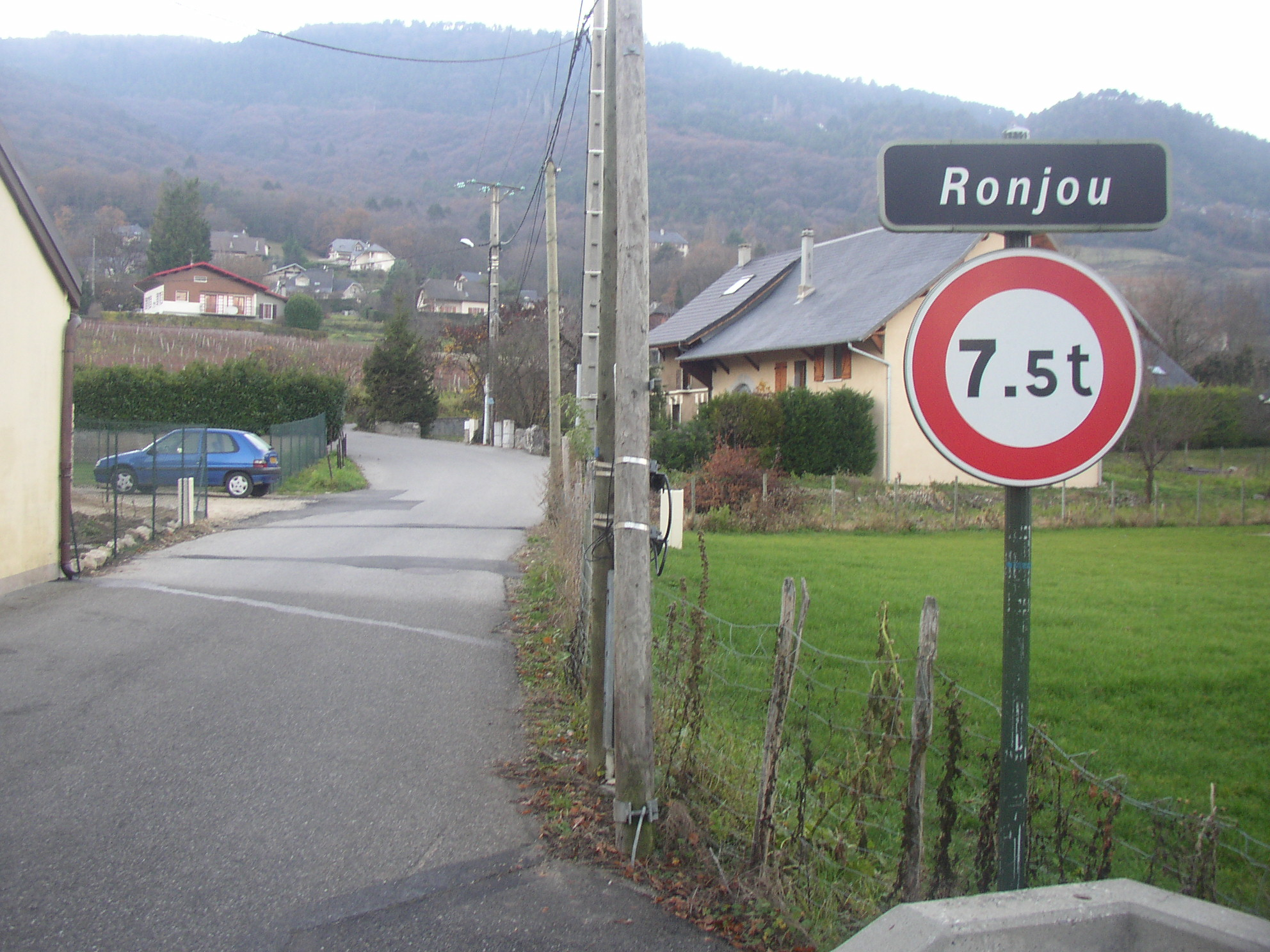
法国萨瓦省圣巴尔多夫的称地“龙茹”（Ronjou）

称地（法語：lieu-dit，法語發音：[ljø di] ⓘ，字面意思为“被说的地方”；又音译作“略地”）是法语地名学术语，指具有传统名称的小型地理区域。称地的名称通常与该地点的某些特征有关，如其先前的用途、过去的事件等。称地可以是无人居住的，这与有人居住的“小村庄”（hameau）有所不同。在勃艮第，“climat”一词常与“lieu-dit”互换使用。 

## 词源
英语使用者可能是通过酿酒学发现了这个概念，并认为它是一个葡萄酒术语，通常将其翻译为“葡萄园名称”（vineyard name）或“被命名的葡萄园”（named vineyard）。通常，称地是分配有传统葡萄园名称的最小土地。在大多数情况下，这意味着称地比原产地名称（appellation d'origine contrôlée，AOC）要小。 

## 在法国的使用

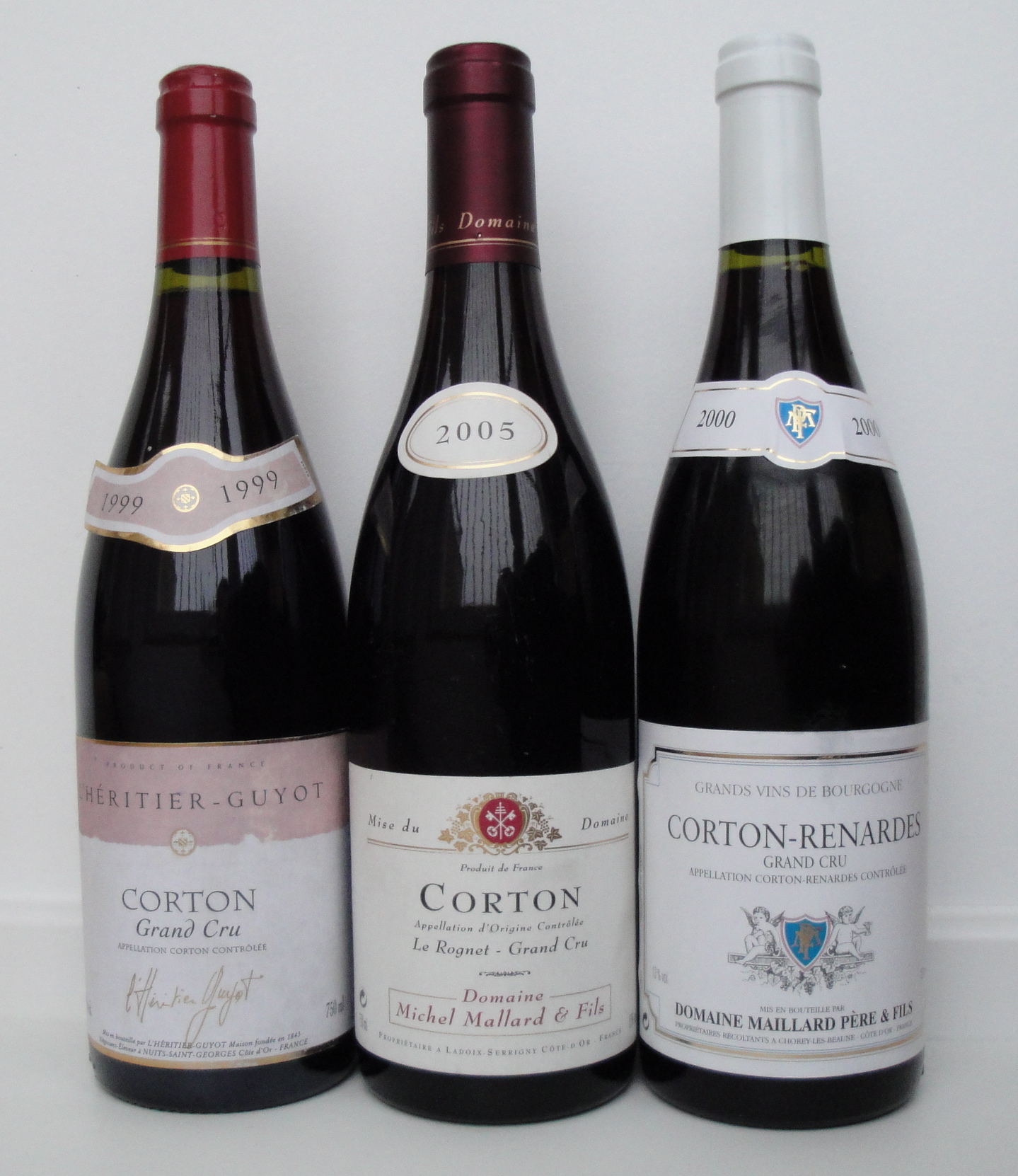
三瓶Corton AOC红葡萄酒，左边没有标注特定称地，中间有小字标注“Le Rognet”，右边来自“Les Renardes”，与“Corton”连写为“Corton-Renardes”。

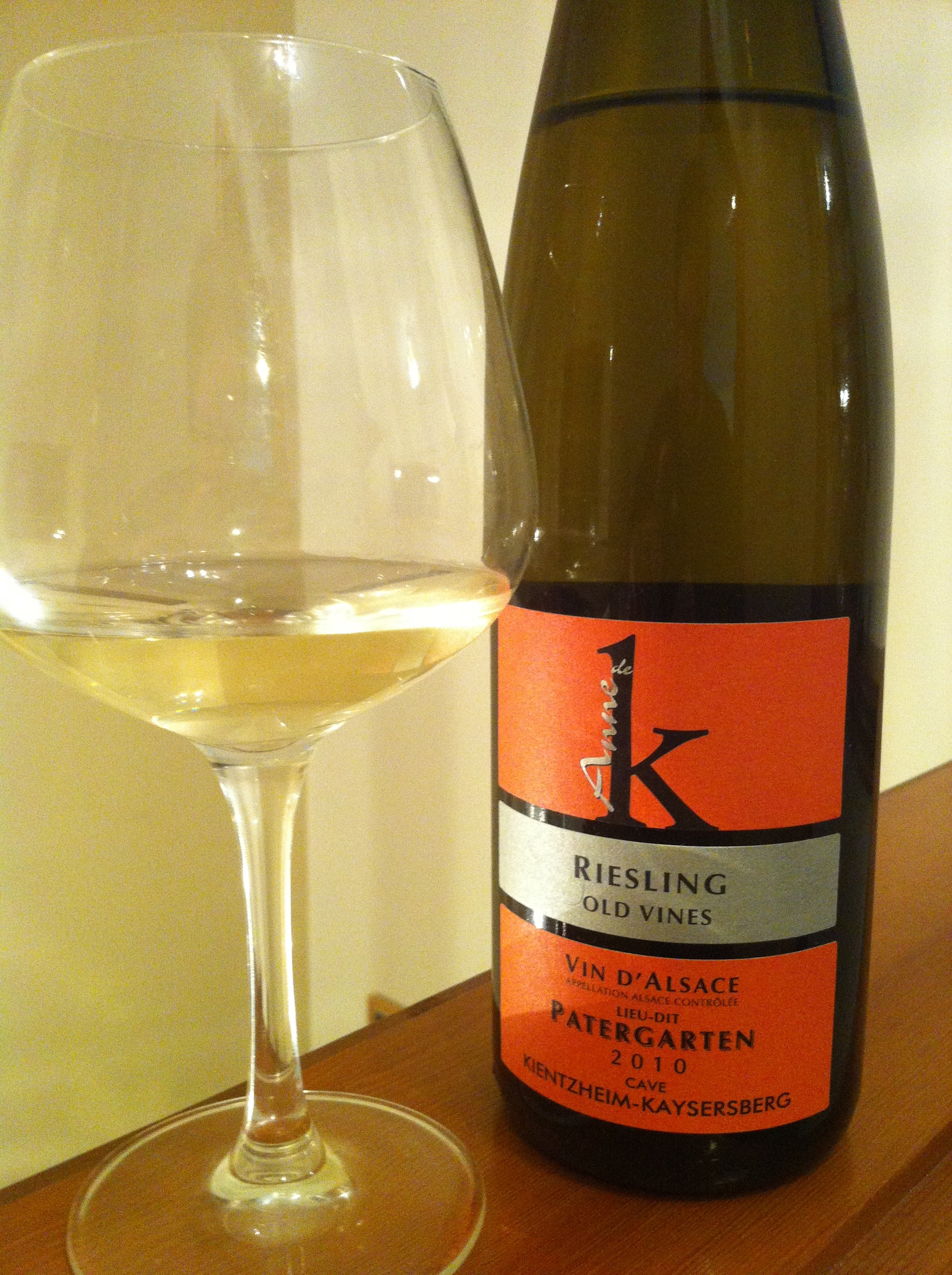
一瓶标记了称地的阿尔萨斯雷司令。

在某些情况下，除了AOC名称外，酒标上还会出现称地。这在阿尔萨斯葡萄酒和勃艮第葡萄酒中最为常见。 
强制性提及称地的唯一情况是在阿尔萨斯的Alsace Grand Cru AOC。仅当指示称地时才可以使用特级（Grand Cru）之名。阿尔萨斯AOC一般葡萄酒中也可能标明称地，但并非强制性规定。 
在勃艮第，“climat”一词常与“lieu-dit”互换使用。称地的使用随葡萄酒的分类级别而变化。尽管一般认为特级勃艮第葡萄酒是在葡萄园级别上划分的，并被定义为单独的AOC（沙布利特级勃艮第除外），但实际上勃艮第的一些特级葡萄酒却被分为几个称地。一个例子是Corton，在其中常能看到诸如Les Bressandes、Le Clos de Roi和Les Renardes之类的称地。对于乡村级别的勃艮第葡萄酒，只能以比村庄名称小的字体来显示称地，以避免与一级（Premier Cru）勃艮第葡萄酒混淆，在一级勃艮第葡萄酒中，村庄和葡萄园的名称以相同大小的字体来表示。 
在罗讷河谷，称地常见于该地区的一些顶级葡萄酒中，如罗蒂坡（Côte-Rôtie）产区的“La Landonne”和“La Chatillonne”。并非所有地方都已注册为称地。例如“La Mouline”和“Les Jumelles”是个体生产者的品牌。

## 法国以外地区
在美国，葡萄园指定葡萄酒（vineyard designated wines）的标签遵循类似的做法，即突出显示葡萄来源的特定葡萄园。 